# Doris (sommergibile)
Il Doris è stato un sommergibile appartenente alla Marine nationale, ultima unità della classe Circé. Dopo lo scoppio della Seconda Guerra Mondiale operò nell'Atlantico fino a quando non venne affondato il 9 maggio 1940 a ovest di Petten da un U-boot tedesco ai comandi dell'asso dei sommergibili Wolfgang Lüth.